# Rubus posnaniensis
Rubus posnaniensis är en rosväxtart som beskrevs av Franz Joseph Spribille. Rubus posnaniensis ingår i släktet rubusar, och familjen rosväxter. Inga underarter finns listade i Catalogue of Life.